# Тимашёвская (станция)
Тимашёвская — узловая железнодорожная станция Краснодарского региона Северо-Кавказской железной дороги, находящаяся в городе Тимашёвске Краснодарского края.
Адрес: г. Тимашёвск. ул. Котляра, 8.

## История
Станция построена в промежутке между 1909—1916 годами по проекту украинского архитектора Сергея Тимошенко (брата учёного-механика Степана Тимошенко) в стиле украинский архитектурный модерн.

## Описание
Железнодорожная станция Тимашёвская является узлом четырёх направлений железнодорожных линий:
- Тимашёвская — Ведмидивка — Краснодар
- Тимашёвская — Брюховецкая — Албаши — Староминская
- Тимашёвская — Роговская — Приазовская — Ахтари
- Тимашёвская — Ангелинская — Протока — 9 км — Крымская

| Пригородное сообщение по станции | Пригородное сообщение по станции | Пригородное сообщение по станции | Пригородное сообщение по станции |
| № поезда                         | Маршрут движения                 | № поезда                         | Маршрут движения                 |
| -------------------------------- | -------------------------------- | -------------------------------- | -------------------------------- |
| Экспресс                         | Ростов — Краснодар               | Экспресс                         | Краснодар — Ростов               |
| Пригородный                      | Староминская — Краснодар         | Пригородный                      | Краснодар — Староминская         |
| Пригородный                      | Тимашёвская — Краснодар          | Пригородный                      | Краснодар — Тимашёвская          |

## Дальнее следование по станции
В графике 2021 года через станцию курсируют следующие поезда дальнего следования:
| Круглогодичное обращение поездов | Круглогодичное обращение поездов | Круглогодичное обращение поездов | Круглогодичное обращение поездов |
| № поезда                         | Маршрут движения                 | № поезда                         | Маршрут движения                 |
| -------------------------------- | -------------------------------- | -------------------------------- | -------------------------------- |
| 7                                | Санкт-Петербург — Севастополь    | 8                                | Севастополь — Санкт-Петербург    |
| 11                               | Москва — Анапа                   | 12                               | Анапа — Москва                   |
| 27                               | Москва — Симферополь             | 28                               | Симферополь — Москва             |
| 75                               | Омск — Симферополь               | 76                               | Симферополь — Омск               |
| 125                              | Москва — Новороссийск            | 126                              | Новороссийск — Москва            |
| 141                              | Пермь — Симферополь              | 142                              | Симферополь — Пермь              |
| 311                              | Воркута — Новороссийск           | 312                              | Новороссийск — Воркута           |
| 316/315                          | Адлер — Симферополь              | 316/315                          | Симферополь — Адлер              |

| Сезонное обращение поездов | Сезонное обращение поездов                    | Сезонное обращение поездов | Сезонное обращение поездов                    |
| № поезда                   | Маршрут движения                              | № поезда                   | Маршрут движения                              |
| -------------------------- | --------------------------------------------- | -------------------------- | --------------------------------------------- |
| 151                        | Москва — Анапа                                | 152                        | Анапа — Москва                                |
| 155                        | Москва — Анапа                                | 156                        | Анапа — Москва                                |
| 161                        | Ростов-на-Дону — Анапа                        | 162                        | Анапа — Ростов-на-Дону                        |
| 187                        | Архангельск — Новороссийск                    | 188                        | Новороссийск — Архангельск                    |
| 179                        | Санкт-Петербург — Евпатория                   | 180                        | Евпатория — Санкт-Петербург                   |
| 221                        | Архангельск — Анапа                           | 222                        | Анапа — Архангельск                           |
| 227                        | Санкт-Петербург — Новороссийск                | 228                        | Новороссийск — Санкт-Петербург                |
| 247                        | Санкт-Петербург — Анапа                       | 248                        | Анапа — Санкт-Петербург                       |
| 267                        | Сосногорск — Новороссийск                     | 268                        | Новороссийск — Сосногорск                     |
| 283                        | Череповец — Анапа                             | 284                        | Анапа — Череповец                             |
| 289                        | Екатеринбург — Анапа                          | 290                        | Анапа — Екатеринбург                          |
| 293                        | Мурманск — Анапа                              | 294                        | Анапа — Мурманск                              |
| 505                        | Тамбов — Новороссийск                         | 506                        | Новороссийск — Тамбов                         |
| 507                        | Ижевск — Новороссийск                         | 508                        | Новороссийск — Ижевск                         |
| 515                        | Ижевск — Анапа                                | 516                        | Анапа — Ижевск                                |
| 517                        | Москва — Анапа                                | 518                        | Анапа — Москва                                |
| 525                        | Саратов — Анапа                               | 526                        | Анапа — Саратов                               |
| 529                        | Киров — Анапа                                 | 530                        | Анапа — Киров                                 |
| 539                        | Кострома — Анапа                              | 540                        | Анапа — Кострома                              |
| 551                        | Мурманск — Симферополь                        | 552                        | Симферополь — Мурманск                        |
| 563                        | Москва — Анапа                                | 564                        | Анапа — Москва                                |
| 583                        | Казань — Анапа                                | 584                        | Анапа — Казань                                |
| 591                        | Приобье — Пермь — Анапа                       | 592                        | Анапа — Пермь — Приобье                       |
| 595                        | Новый Уренгой — Тюмень — Екатеринбург — Анапа | 596                        | Анапа — Екатеринбург — Тюмень — Новый Уренгой |